# Athlītikos Gymnastikos Syllogos Asteras Tripolīs 2015-2016
Questa voce raccoglie le informazioni riguardanti l'Asteras Tripolis nelle competizioni ufficiali della stagione 2015-2016.

## Rosa
| N. |                       | Ruolo | Calciatore                  |
| -- | --------------------- | ----- | --------------------------- |
| 1  | Slovacchia (bandiera) | P     | Tomáš Košický               |
| 2  | Brasile (bandiera)    | C     | Dudú                        |
| 3  | Grecia (bandiera)     | D     | Athanasios Panteliadis      |
| 4  | Portogallo (bandiera) | C     | Wato Kuaté                  |
| 6  | Argentina (bandiera)  | D     | Fernando Alloco             |
| 7  | Argentina (bandiera)  | A     | Pablo Mazza                 |
| 8  | Grecia (bandiera)     | C     | Elini Dīmoutsos             |
| 9  | Grecia (bandiera)     | A     | Dīmītrios Papadopoulos      |
| 10 | Spagna (bandiera)     | A     | Manuel Lanzarote            |
| 11 | Argentina (bandiera)  | C     | Nicolás Fernández           |
| 12 | Albania (bandiera)    | A     | Vasil Shkurtaj              |
| 13 | Grecia (bandiera)     | C     | Georgios Zisopoulos         |
| 15 | Senegal (bandiera)    | D     | Papa Khalifa Sankaré        |
| 17 | Belgio (bandiera)     | D     | Ritchie Kitoko              |
| 18 | Grecia (bandiera)     | D     | Konstantinos Giannoulis     |
| 19 | Grecia (bandiera)     | C     | Anastasios Tsokanis         |
| 20 | Grecia (bandiera)     | C     | Taxiarchīs Fountas          |
| 21 | Grecia (bandiera)     | P     | Konstantinos Theodoropoulos |

| N. |                      | Ruolo | Calciatore             |
| -- | -------------------- | ----- | ---------------------- |
| 22 | Grecia (bandiera)    | C     | Konstantinos Christou  |
| 23 | Argentina (bandiera) | C     | Facundo Bertoglio      |
| 24 | Grecia (bandiera)    | C     | Lazaros Velissaris     |
| 25 | Grecia (bandiera)    | C     | Dimitrios Kourbelis    |
| 27 | Argentina (bandiera) | D     | Brian Lluy             |
| 28 | Grecia (bandiera)    | A     | Georgios Tsoflios      |
| 29 | Grecia (bandiera)    | D     | Manolis Gogonas        |
| 30 | Romania (bandiera)   | D     | Dorin Goian            |
| 37 | Grecia (bandiera)    | P     | Georgios Bantis        |
| 54 | Marocco (bandiera)   | C     | Rachid Hamdani         |
| 44 | Grecia (bandiera)    | D     | Leonidas Kastritseas   |
| 62 | Argentina (bandiera) | C     | Walter Iglesias        |
| 71 | Grecia (bandiera)    | C     | Panagiotis Grosios     |
| 77 | Grecia (bandiera)    | D     | Georgios Kyriakopoulos |
| 86 | Brasile (bandiera)   | C     | Ederson Tormena        |
| 94 | Francia (bandiera)   | C     | Hervaine Moukam        |
| 99 | Grecia (bandiera)    | A     | Apostolos Giannou      |